# Ɣ
Der Buchstabe Ɣ (kleingeschrieben ɣ) ist ein Buchstabe des lateinischen Schriftsystems. Er basiert auf dem Gamma des griechischen Alphabets, mit dem Unterschied, dass der Großbuchstabe eine größere Version des Kleinbuchstaben ist. Im internationalen phonetischen Alphabet stellt der Buchstabe den stimmhaften velaren Frikativ dar. Die hochgestellte Minuskel wird zur Markierung von Velarisierung verwendet.
Der Buchstabe wird auch in afrikanischen Sprachen wie Ewe oder der Berbersprache Kabylisch für ebendiesen Laut verwendet.

## Darstellung auf dem Computer
In den ISO 8859-Kodierungen ist das Gamma nicht vorhanden. Unicode enthält das Gamma an den Codepunkten U+0194 (Großbuchstabe), U+0263 (Kleinbuchstabe) und U+02E0 (hochgestellter Kleinbuchstabe).
Mit LaTeX kann das lateinische Gamma mit den fc-Schriften (T4-Kodierung) dargestellt werden. Der dazugehörige Befehl ist \m G für das große Gamma und \m g für das kleine Gamma.